# 小马纽克
小马纽克（匈牙利語：Kismányok）是匈牙利托尔瑙州所辖的一个村，与大馬紐克相邻。总面积5.43平方公里，总人口359，人口密度66.1人/平方公里（2011年1月1日）。